# سیارک ۱۷۱۹۵
سیارک ۱۷۱۹۵ (به انگلیسی: 17195 Jimrichardson، نامگذاری:1999XQ234) هفده هزار و صد و نود و پنجمین سیارک کشف شده‌است که در ۳ دسامبر ۱۹۹۹ کشف شد.
قدر مطلق سیارک برابر ۱۹.۵ است.